# Rhynchotinae
Sous-famille
Les Rhynchotinae ou Nothurinae sont une sous-famille d'oiseaux communément appelés tinamous des steppes.

## Liste alphabétique des genres
- Eudromia I. Geoffroy Saint-Hilaire, 1832
- Nothoprocta P.L. Sclater & Salvin, 1873
- Nothura Wagler, 1827
- Rhynchotus Spix, 1825
- Taoniscus Gloger, 1842
- Tinamotis Vigors, 1837

## Liste des espèces
D'après la classification de référence (version 2.2, 2009) du Congrès ornithologique international (ordre phylogénique) :
- Rhynchotus rufescens – Tinamou isabelle
- Rhynchotus maculicollis – (?)
- Nothoprocta taczanowskii – Tinamou de Taczanowski
- Nothoprocta ornata – Tinamou orné
- Nothoprocta perdicaria – Tinamou perdrix
- Nothoprocta cinerascens – Tinamou sauvageon
- Nothoprocta pentlandii – Tinamou des Andes
- Nothoprocta curvirostris – Tinamou curvirostre
- Nothura boraquira – Tinamou boraquira
- Nothura minor – Petit Tinamou
- Nothura darwinii – Tinamou de Darwin
- Nothura maculosa – Tinamou tacheté
- Nothura chacoensis – Tinamou du Chaco
- Taoniscus nanus – Tinamou carapé
- Eudromia elegans – Tinamou élégant
- Eudromia formosa – Tinamou superbe
- Tinamotis pentlandii – Tinamou quioula
- Tinamotis ingoufi – Tinamou de Patagonie